# 데미젠더
데미젠더(영어: Demigender)는 부분적으로 남성, 여성, 혹은 젠더퀴어의 정체성을 느끼는 성 정체성으로, 논바이너리 젠더퀴어에 포함되는 정체성이다. 자신의 지정성별의 정체성을 부분적으로 느낄 수도 있고, 다른 성별의 정체성을 부분적으로 느낄 수도 있다. 부분적으로 남성의 젠더를 느낀다면 데미보이/데미가이로 칭하고, 부분적으로 여성의 젠더를 느낀다면 데미걸으로 칭한다. 논바이너리 젠더퀴어 중 안드로진의 정체성을 부분적으로 느낀다면 데미안드로진이라고 칭한다.

## 다른 정체성과의 구분
시스젠더
자신의 출생 지정성별이 남성이면서 부분적인 남성의 젠더를 느끼는 데미젠더나, 자신의 출생 지정성별이 여성이면서 부분적인 여성의 젠더를 느끼는 데미젠더의 경우에는 시스젠더와 같은 것으로 여겨질 수 있다. 하지만 시스젠더는 자신의 지정성별과 본인의 성 정체성이 완벽하게 일치하는 것으로, 부분적으로 남성 혹은 여성의 젠더를 느끼지 않는다는 점에서 다르다.
안드로진
안드로진은 남성과 여성이 섞인 온전한 젠더를 가진 것으로, 부분적으로 젠더를 느끼는 데미젠더와는 다르다. 안드로진 중에서도 안드로진의 젠더를 부분적으로 느끼는 경우는 데미안드로진으로 칭한다.
인터젠더
인터젠더는 자신의 젠더가 남성과 여성 사이라고 여기는 성 정체성으로, 남성 젠더나 여성 젠더를 부분적으로 느끼지 않는다.